# ليلة في كازابلانكا
ليلة في كازابلانكا (بالإنجليزية: A Night in Casablanca)‏ هو فيلم أبيض وأسود كوميدي أمريكي صدر عام 1946 من إخراج آرشي مايو وبطولة الإخوة ماركس (غروتشو وهاربو وشيكو). تدور أحداث الفيلم حول عمل الأخوة ماركس في فندق في كازابلانكا بعد الحرب العالمية الثانية، حيث تحاول عصابة من النازيين استعادة كنوز فنية مسروقة تم إخفاءها في الفندق.
كتب السيناريو جوزيف فيلدز ورولان كيبي. كان إنتاجًا مستقلاً أصدرته شركة يونايتد آرتيست. يضم فريق التمثيل أيضًا الممثلة والمغنية ليزيت فيريا. يجسد سيج رومان دور الشرير، الذي لعب أدوارًا في أفلام الإخوة ماركس السابقة ليلة في الأوبرا (1935) ويوم في السباقات (1937).
كانت تهدف القصة الأصلية للفيلم إلى أن تكون محاكاة ساخرة مباشرة لفيلم كازابلانكا، حيث تحمل الشخصيات أسماء تشبه أسماء الشخصيات والممثلين في فيلم عام 1942. لم ترفع شركة وارنر براذرز دعوى قضائية، ولم تهدد برفع دعوى قضائية. ومع ذلك، أصدر الاستوديو استفسارًا رسميًا إلى الأخوين ماركس بشأن حبكة الفيلم ونصه.
استغل الأخوين ماركس الموقف للدعاية، مما جعل الأمر يبدو للعامة وكأن دعوى قضائية تافهة كانت قيد الإعداد، وأرسل جروشو عدة رسائل إلى شركة وارنر براذرز للحصول على تغطية صحفية. كانت هذه الرسائل من بين تلك التي تبرع بها إلى مكتبة الكونجرس، وأعاد طبعها في كتابه "رسائل جروشو" الصادر عام 1967. لا يوجد دليل على أن شركة وارنر براذرز استجابت على الإطلاق لأي من رسائل جروشو. في النهاية انتهت المسألة دون اتخاذ أي إجراء قانوني، وتم تغيير قصة الفيلم لتصبح محاكاة ساخرة لهذا النوع وليس "كازابلانكا" على وجه التحديد.

## طاقم العمل
- غروتشو ماركس في دور رونالد كورنبلو
- هاربو ماركس في دور رَستي
- شيكو ماركس في دور كورباتشيو
- تشارلز دريك في دور الملازم بيير ديلمار
- لويس كولير في دور أنيت برنارد
- سيج رومان في دور الكونت ماكس فيفيرمان المعروف باسم هاينريش ستوبيل
- ليزيت فيريا في دور بياتريس راينر
- لويس إل راسل في دور الحاكم جاندالو
- دان سيمور في دور رئيس الشرطة الكابتن بريزارد
- فريدريك جيرمان في دور كورت
- هاررو ميلور في دور إميل
- ديفيد هوفمان في دور الجاسوس
- بول هارفي في دور السيد سميث

## روابط خارجية
- A Night in Casablanca على فهرس معهد الفيلم الأمريكي
- ليلة في كازابلانكا  في قاعدة بيانات الأفلام على الإنترنت (بالإنجليزية)
- A Night in Casablanca على موقع أول موفي.
- A Night in Casablanca في قاعدة بيانات تيرنر كلاسيك موفيز للأفلام.
- The Warner Bros. story at snopes.com
- The letter to Warner Bros. (broken link), archived version by the Wayback Machine.
- The Marx Brothers Council Podcast episode discussing the film